# Landsmålsalfabetet
Landsmålsalfabetet («Алфавит шведских диалектов», швед. Svenska landsmålsalfabetet, англ. Swedish Dialect Alphabet), алфавит Лунделла — фонетический алфавит, разработанный шведским лингвистом Юханом Августом Лунделлем для фонетической транскрипции диалектов шведского языка.
Алфавит основан на латинице со многими модификациями, например, буквами с различными вариантами крюка, и расширениями, среди которых греческие буквы γ и φ и кириллические буквы ы и л. При этом та или иная модификация символа соответствует одной и той же модификации обозначаемого звука. Дополнительная артикуляция (например, огубленное произношение [k] перед гласным [u] в англ. cool) обозначается символом в нижнем индексе: ku. Также используются диакритические знаки, отображающие суперсегментные единицы языка; в частности, макрон снизу указывает на долготу звука. Обычно Landsmålsalfabetet использует строчные буквы в курсивном начертании, хотя более обобщённая транскрипция записывается прямым шрифтом.
Первоначально алфавит состоял из 89 букв, постепенно он был расширен более чем до 200 графем; стала возможна транскрипция и других языков, в том числе русского, китайского и диалектов английского.
Аналогичными системами для датского и норвежского языков являются Дания и Норвегия соответственно.

## История и применение

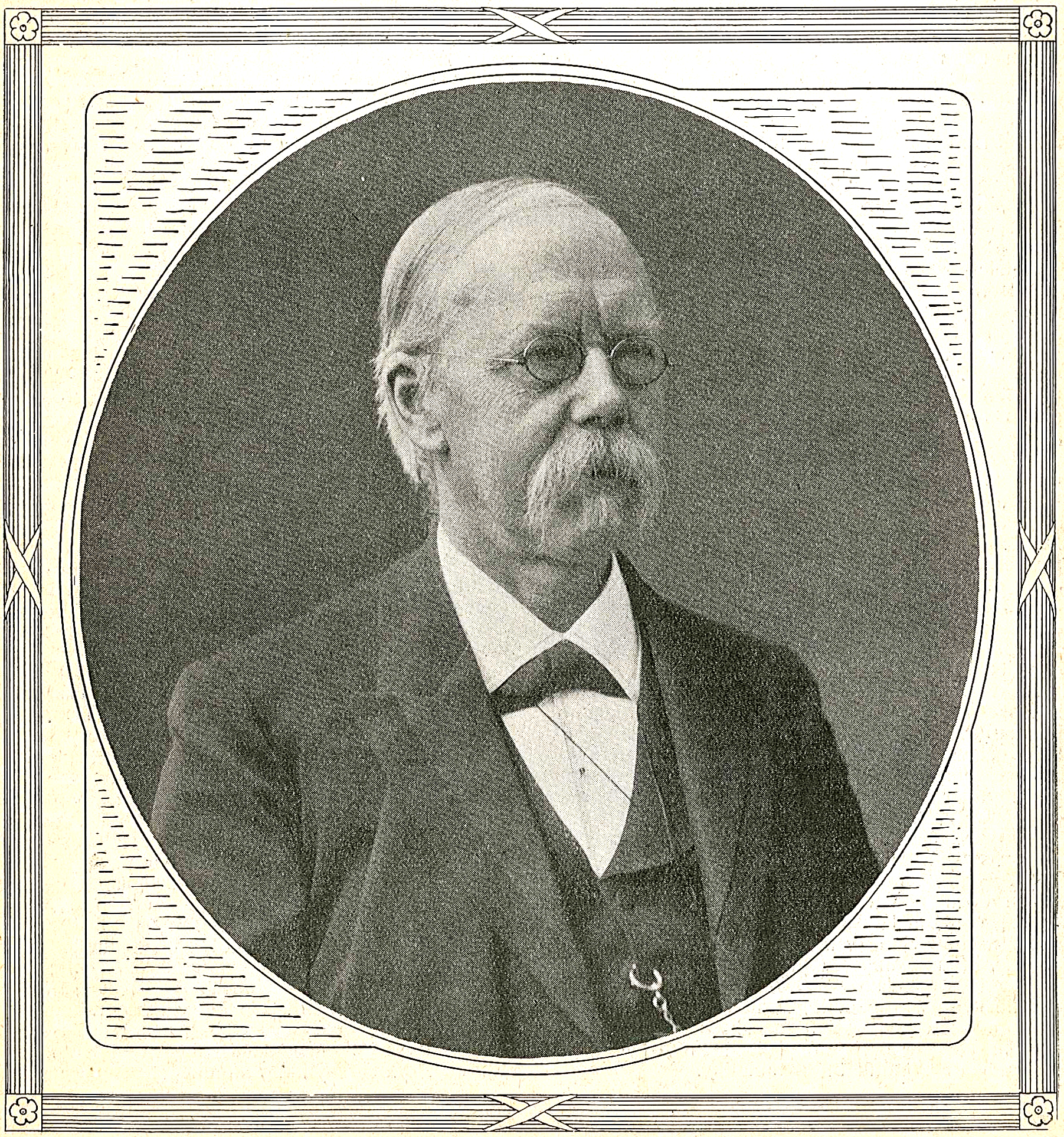
Юхан Август Лунделль (1911)

В 1870-х годах в Уппсальском университете образовался ряд студенческих ассоциаций, целью которых являлась фиксация диалектов шведского языка, при этом в каждой из них употреблялась своя фонетическая запись. На Юхана Лунделля, тогда ещё студента, было возложено создание универсального алфавита. Возникшая в 1878 году система по сей день используется в лингвистике, преимущественно в Швеции и Финляндии.
Для алфавита 42 буквы были заимствованы из системы транскрипции, предложенной Карлом Якобом Сундевалем в работе Om phonetiska bokstafver («О фонетических буквах»; Стокгольм, 1856).
В 1928 году Лунделлем была опубликована статья в журнале Studia Neophilologica, где подробно описывается его система и приводятся примеры её использования для шведского и русского языков. В алфавите на тот момент насчитывалось 144 символа.
Алфавит используется шведским журналом Svenska landsmål och svenskt folkliv («Шведские диалекты и фольклор»), основанным Лунделлем, а также в словаре Ordbok över folkmålen i övre Dalarna («Словарь диалектов в Верхней Даларне»). Архив топонимов Шведского института языка и фольклора в Уппсале содержит картотеки с транскрипциями в Landsmålsalfabetet. Системой пользовались языковеды, такие как Адольф Готтард Нурен и Вильгельм Элиэль Викторинус Весман.

## Производные системы
Многие символы транскрипций, использовавшихся шведским синологом Бернхардом Карлгреном в своей реконструкции среднекитайского языка, были взяты из Landsmålsalfabetet. Первая версия его системы, Karlgren a, относится к 1915—1919 годам; в 1922 году в транскрипцию были внесены изменения (Karlgren b), а в 1923 её упрощённый вариант, Karlgren c, был использован в его Analytic Dictionary (с англ. — «Аналитический словарь»). В опубликованном в 1954 году Compendium of Phonetics in Ancient and Archaic Chinese («Компендиум фонетики древнего и архаичного китайского») Карлгрен в последний раз модифицировал систему (Karlgren d). Ряд фонетических алфавитов, изобретённых другими синологами, в свою очередь основан на транскрипции Карлгрена.
Ordbok över Finlands svenska folkmål — словарь шведских диалектов, на которых говорят в Финляндии — применяет собственную транскрипцию с заимствованиями из Landsmålsalfabetet, в том числе ⱸ, ⱹ и ⱺ. Словарь Ordbok över Sveriges dialekter («Словарь шведских диалектов») использует обобщённый вариант алфавита с урезанным набором символов, имеющих и заглавную форму. При этом в качестве заглавной a используется , в то время как прописная A соответствует строчной ɑ. ʃ в верхнем регистре выглядит как вытянутая S ().

Фонетические символы словаря Ordbok över Sveriges dialekter

Кроме того, некоторые символы Landsmålsalfabetet переняты транскрипцией Фольке Хедблума.

## Юникод
Некоторые символы диалектологии присутствуют в Юникоде начиная с его первой версии, так как входят в МФА или другие алфавиты. Ещё в 2001 году Консорциуму Юникода был представлен проект кодировки символов фонетической транскрипции. С версией 5.1, вышедшей в 2008 году, три буквы алфавита, ⱸ, ⱹ и ⱺ, были включены в стандарт для словаря Ordbok över Finlands svenska folkmål. Символы находятся в блоке «Расширенная латиница — C» (англ. Latin Extended-C) под кодовыми позициями U+2C78, U+2C79 и U+2C7A соответственно, будучи ошибочно расположены в подблоке «Дополнения для Уральского фонетического алфавита» (англ. Additions for UPA).
В 2008 году Майклом Эверсоном была подана заявка на включение 106 дополнительных букв для этого алфавита, а также символов ряда других фонетических транскрипций, не содержавшая, однако, доказательств их употребления. По состоянию на момент выхода версии 14.0 стандарта предложение не принято, хотя определённые символы, в основном используемые в алфавите Teuthonista, закодированы по результатам других заявок (частично под кодовыми позициями, отличными от предусмотренных у Эверсона). Предложенный для блока «Фонетические расширения — A» (англ. Phonetic Extensions-A) кодовый диапазон 1E000—1E0FF на данный момент частично покрывается блоком «Дополнение к глаголице» (англ. Glagolitic Supplement).
По причине отсутствия символов в стандарте кодировки существуют несовместимые с Юникодом шрифты, предназначенные для компьютерного набора текста в Landsmålsalfabetet, как, например, Dialekt Sve и landsm_t. Dialekt Uni совместим с Юникодом и отображает недостающие символы скандинавских диалектологий в Области для частного использования.

## Галерея

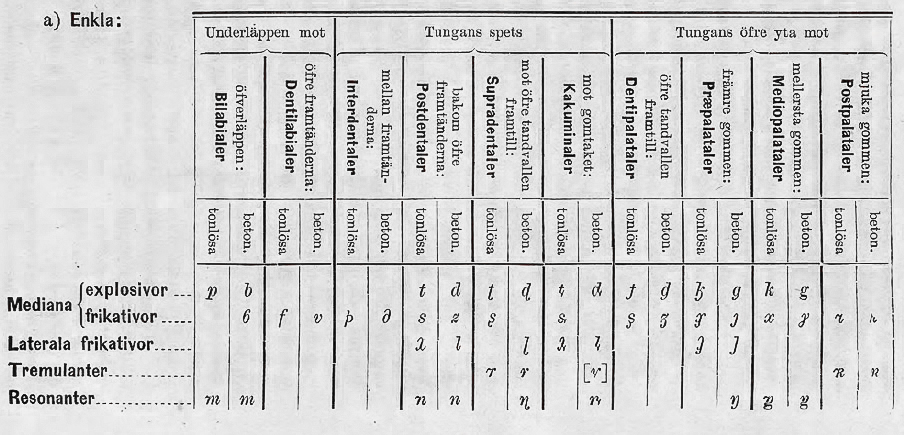
Таблица согласных Landsmålsalfabetet 1879 года
Глифы шрифта Dialekt Uni в Области для частного использования Юникода (не все символы отсутствуют в стандарте)
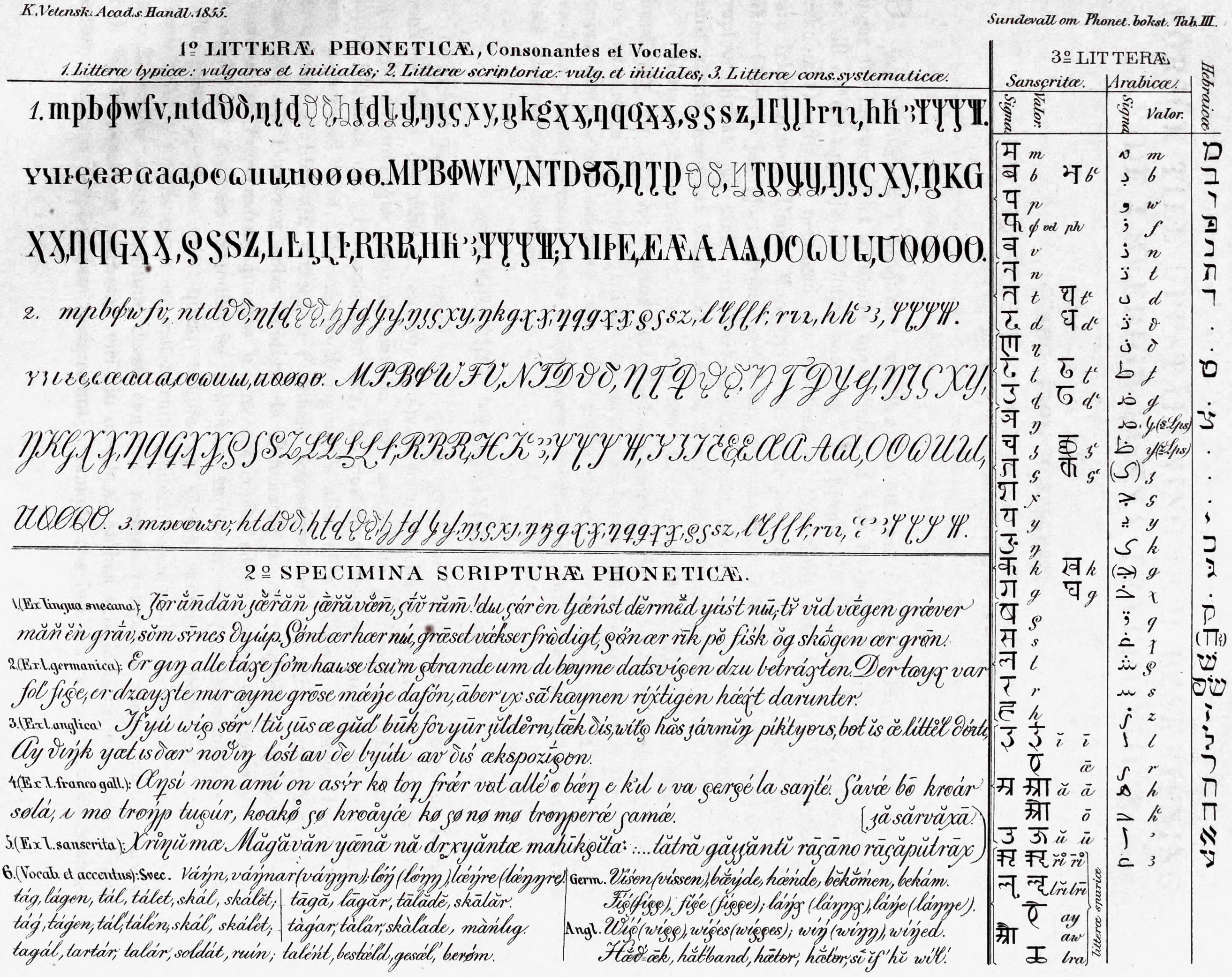
Алфавит Сундеваля (1856). Заглавные и строчные буквы
Название озера Венерн (швед. Vänern), записанное с помощью фонетической транскрипции Landsmålsalfabetet.
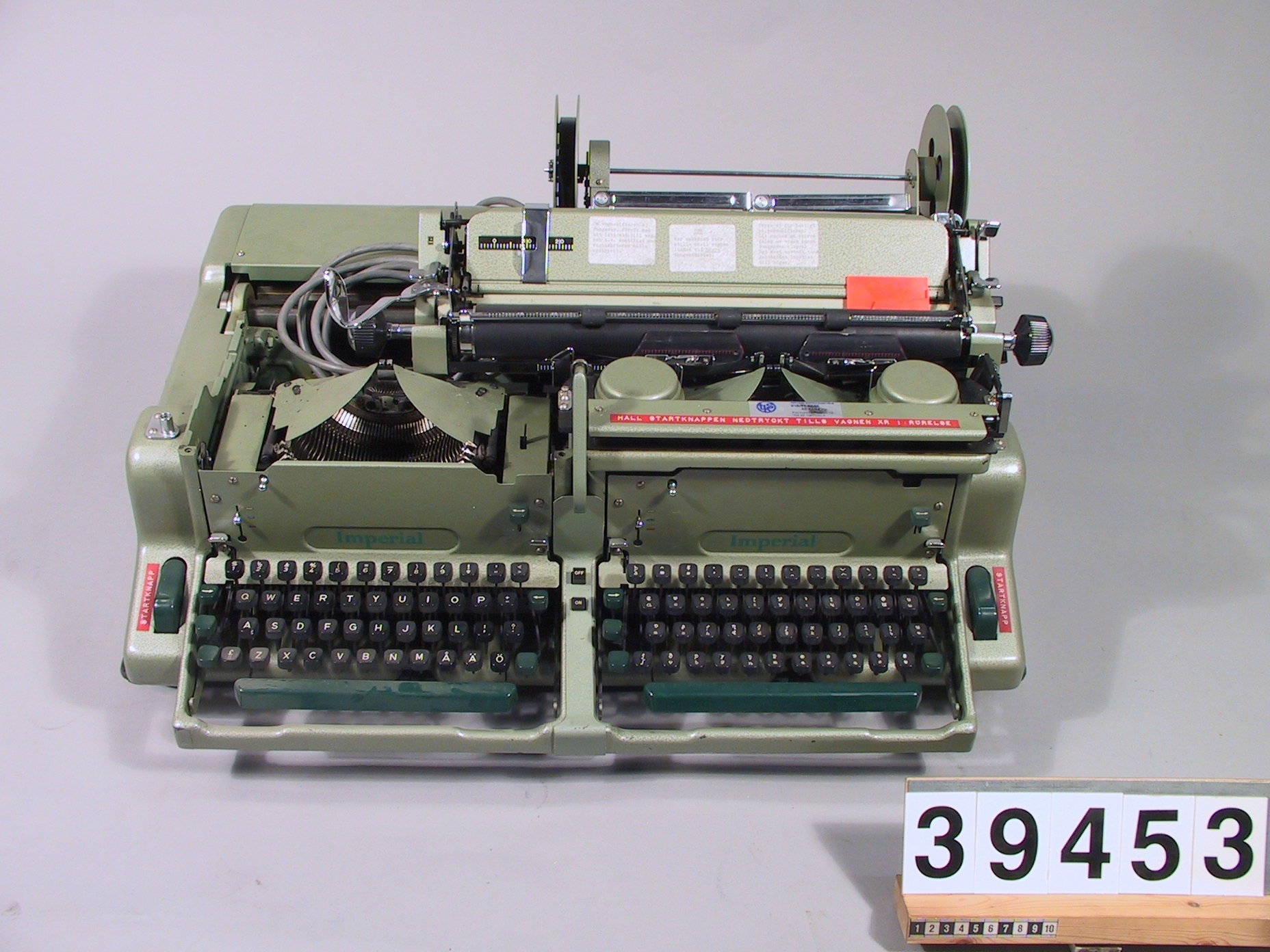
Вариант печатной машины Imperial[англ.] с дополнительной клавиатурой для Landsmålsalfabetet